# Golconda Road
Die Golconda Road ist eine Fernstraße im Nordosten des australischen Bundesstaates Tasmanien. Sie verbindet die Stadt Lilydale mit dem Tasman Highway (A3) und der Bridport Road (B84) in Scottsdale.

## Verlauf
Die Straße ist die Fortsetzung der Lilydale Road und beginnt ca. 2 km nördlich von Lilydale. Von dort führt sie zunächst weiter nach Norden zur Siedlung Lebrina. Wenige Kilometer nördlich dieser Siedlung biegt die Golconda Road nach Osten ab und führt über Golconda, Nabowla und Lietinna bis zu ihrem Endpunkt in Scottsdale, wo sie auf den Tasman Highway und die Bridport Road trifft.